# Дружини героїв
Дружини героїв — британська комедійна драма 2019 року, знята режисером Петером Каттанео за сценарієм Розанні Флінн та Рейчел Таннард. Світова прем'єра відбулася на Міжнародному кінофестивалі в Торонто 6 вересня 2019 року. 6 березня 2020 року показаний компанією Lionsgate Films у Великій Британії.

## Стислий зміст
Ці жінки опинились в однакових умовах — не маючи при цьому нічого спільного. Вони дружини військових, які вирушили до Афганістану.
Аби не збожеволіти від тривоги Кейт та Ліза організовують самодіяльний хор — із дружин та подруг військовиків. У швидкому часі про це дізнаються місцеві ЗМІ; їхня ініціатива набуває популярності. Хор запросили співати на урочистостях — з нагоди Дня збройних сил Великої Британії, де має бути присутня сама королева.
В основі «Дружини героїв» лежать реальні події. Британський серіал «Хор» містить окрему серію — про дружин військовиків (вийшла на екрани в листопаді 2011 року). Розпочатий двома жінками рух набув популярності — станом на 2020 рік у Великій Британії діє 75 таких хорових колективів.

## Знімались
- Грег Вайз
- Шерон Горган — Ліза
- Софі Дікс
- Емі Джеймс-Келлі
- Емма Ловднес
- Лара Россі
- Крістін Скотт Томас — Кейт
- Джейсон Флемінг
- Лаура Чеклі